# Michael League
Michael League (Long Beach (Californië), 24 april 1984) is een Amerikaanse bassist, gitarist, toetsenist, componist, producent en orkestleider. Hij is de orkestleider van de New Yorkse instrumentale band Snarky Puppy en het internationale muziekensemble Bokanté. Hij formeerde ook de band Forq met toetsenist Henry Hey en is tevens eigenaar en oprichter van het platenlabel GroundUP Music. League heeft drie Grammy Awards gewonnen.

## Biografie
League werd geboren in Californië op 24 april 1984, had al op jonge leeftijd een aantrekkingskracht op muziek en begon op 13-jarige leeftijd gitaar te spelen. Hij begon bas te spelen op 17-jarige leeftijd, toen hij werd gevraagd om dat te doen in zijn senior high school jazz band. Hij ging jazz studeren aan de Universiteit van Noord-Texas College of Music, vervolgens speelde hij drie jaar in het gospel en r&b-circuit van Dallas (Texas) onder het onofficiële mentorschap van toetsenist Bernard Wright. Daar trad hij op met gospelartiesten als Walter Hawkins, Kirk Franklin, Marvin Sapp, Myron Butler & Levi, en Israel Houghton en trad regelmatig op in de Potter's House Church, in Dallas. Hij was ook een vast lid van Erykah Badus' achtergrondband de Gritz. League verhuisde naar Brooklyn (New York) in 2009.
League formeerde Snarky Puppy als eerstejaarsstudent aan de Universiteit van Noord-Texas, oorspronkelijk bestaande uit hem en negen andere leeftijdsgenoten. Hij componeerde de meeste van hun originele muziek en produceerde alle door de band uitgebrachte albums.
Hij heeft opgetreden en opgenomen met artiesten uit verschillende genres, waaronder Laura Mvula, Lalah Hathaway, Joe Walsh, Chris Thile, Michael McDonald, Terence Blanchard, Esperanza Spalding, Joshua Redman, Wayne Krantz, Chris Potter, Salif Keita, Eliades Ochoa, Fatoumata Diawara, Bassekou Kouyate, Susana Baca, en Kardeş Türküler. Hij is momenteel muzikaal directeur van David Crosby in zijn Lighthouse toering band, naast Becca Stevens en Michelle Willis.
In 2014 won League zijn eerste Grammy Award voor «Best R&B Performance», met Snarky Puppy en Lalah Hathaway voor een live uitvoering van het liedje Something van Brenda Russell en David Foster op het album Family Dinner - Volume 1. In 2016 won Sylva, het samenwerkingsalbum tussen Snarky Puppy en het Metropole Orkest en gedirigeerd door Jules Buckley, een Grammy Award voor «Best Contemporary Instrumental Album», net als het vervolgalbum Culcha Vulcha in 2017.
League formeerde in 2016 het world/blues ensemble Bokanté en produceerde de twee albums Strange Circles en What Heat voor de band. Strange Circles werd uitgebracht bij GroundUP Music en What Heat, ook een samenwerking met Jules Buckley en het Metropole Orkest, werd uitgebracht op 28 september 2018 bij Real World Records. In 2019 werd What Heat genomineerd in de categorie «Grammy Award for Best World Music Album».
Een nummer op David Crosbys door League geproduceerde album Lighthouse kenmerkte Crosby, League, Becca Stevens en Michelle Willis (met Bill Laurence op piano). Het kwartet speelde als de Lighthouse Band op het album Here If You Listen van Crosby in 2018. De band toerde vervolgens zes weken lang in november en december 2018.

## Geselecteerd productiewerk
Michael League heeft als producent of co-producent gewerkt aan 42 albums voor artiesten waaronder:
- David Crosby
- David Crosby, Michelle Willis, Becca Stevens en Michael League
- Snarky Puppy (alle dertien albums)
- Bokanté + Metropole Orkest (uitgevoerd door Jules Buckley)
- Susana Baca
- Becca Stevens
- Bill Laurance
- Forq
- Lucy Woodward
- Alison Wedding
- Malika Tirolien
- Gisela João

## GroundUP Music Festival
In 2017 debuteerde het GroundUP Music Festival, ook wel bekend als GUMFest op het terrein van de North Beach Band Shell in North Beach, Miami. Het eerste GroundUP Music Festival werd geïnitieerd door Andy Hurwitz, geregisseerd door Paul Lehr, en artistiek geleid door Michael League. Op het festival zijn op alle drie de avonden optredens van Snarky Puppy te zien, met een bezetting samengesteld door League, die bestaat uit David Crosby, Béla Fleck and the Flecktones, The Wood Brothers, Robert Glasper, Knower, Concha Buika, C4 Trio, Pedrito Martinez, Jojo Mayer. + Nerve, Mark Guiliana's Beat Music, John Medeskis Mad Skillet, Charlie Hunter Trio, Laura Mvula, Eliades Ochoa, Esperanza Spalding], Lionel Loueke, Joshua Redman en  Terence Blanchard, evenals het volledige GroundUP Music rooster. GroundUP Muziekfestival, Miami, is nu gepland als jaarlijks evenement.
- Gemeinsame Normdatei: 1032999152
- International Standard Name Identifier: 0000 0004 3623 2137
- Library of Congress Control Number: no2014090686
- MusicBrainz: 49e1540c-3f84-4899-a35c-63b39d775df9
- Virtual International Authority File: 309847179
- WorldCat: E39PBJwhBKry4vWhBPjqGPJVYP